# Tincourt-Boucly
Tincourt-Boucly és un municipi francès situat al departament del Somme i a la regió dels Alts de França. L'any 2007 tenia 400 habitants.

## Demografia

### Població

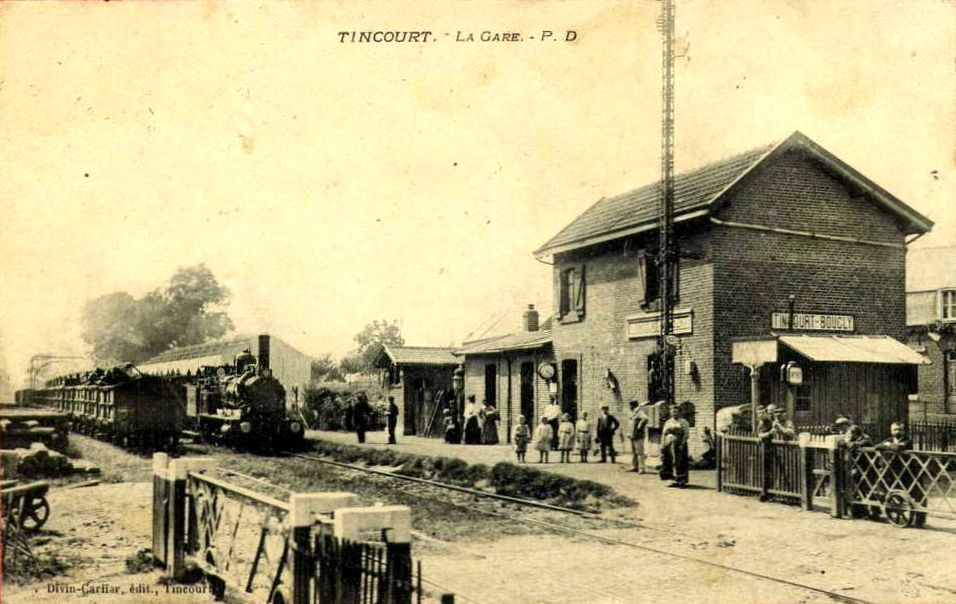

El 2007 la població de fet de Tincourt-Boucly era de 400 persones. Hi havia 148 famílies de les quals 32 eren unipersonals (20 homes vivint sols i 12 dones vivint soles), 48 parelles sense fills, 60 parelles amb fills i 8 famílies monoparentals amb fills.
La població ha evolucionat segons el següent gràfic:
Habitants censats

### Habitatges

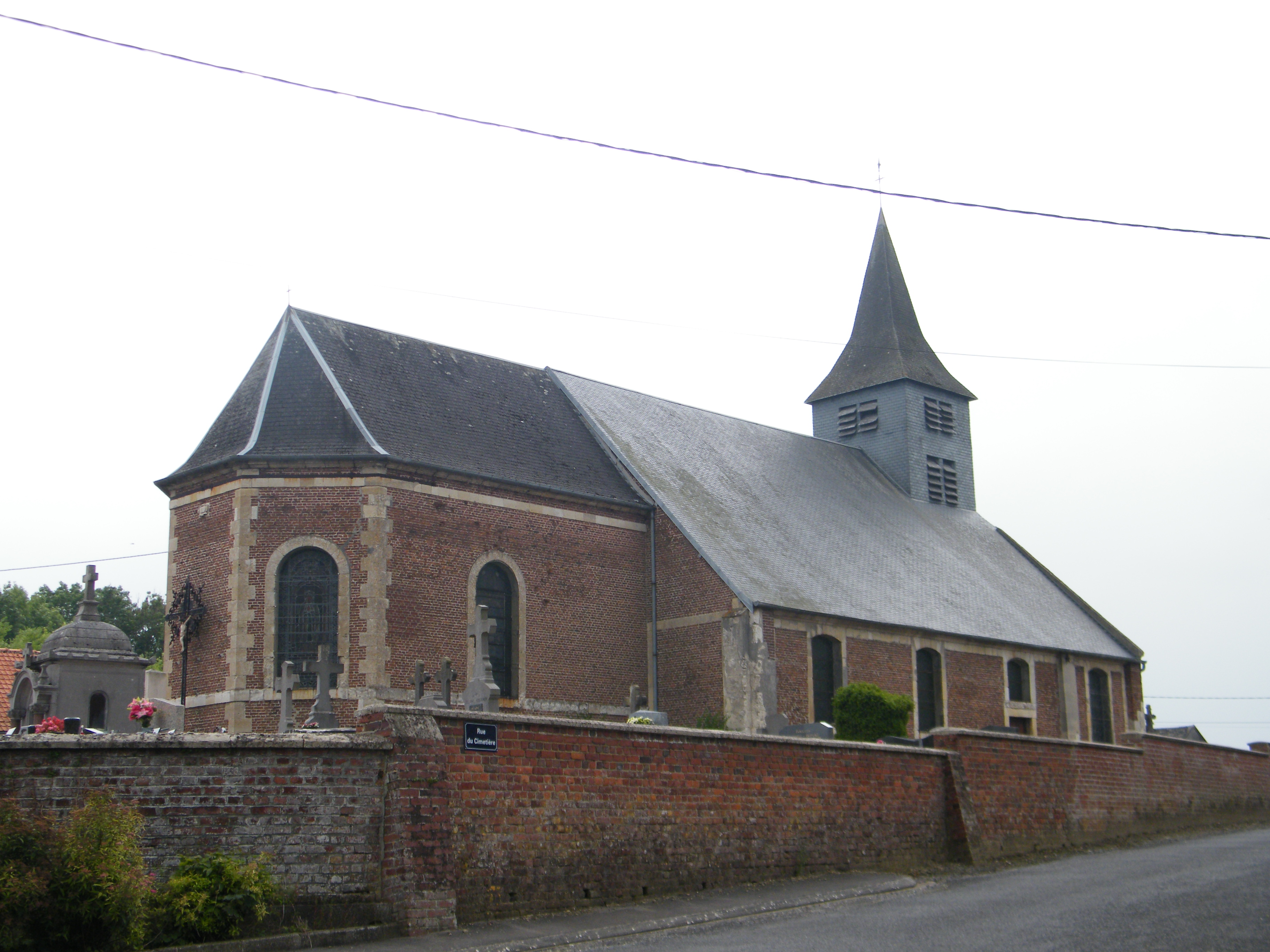

El 2007 hi havia 166 habitatges, 151 eren l'habitatge principal de la família, 6 eren segones residències i 9 estaven desocupats. 165 eren cases i 1 era un apartament. Dels 151 habitatges principals, 114 estaven ocupats pels seus propietaris, 34 estaven llogats i ocupats pels llogaters i 4 estaven cedits a títol gratuït; 6 tenien dues cambres, 29 en tenien tres, 42 en tenien quatre i 75 en tenien cinc o més. 111 habitatges disposaven pel capbaix d'una plaça de pàrquing. A 62 habitatges hi havia un automòbil i a 69 n'hi havia dos o més.

### Piràmide de població

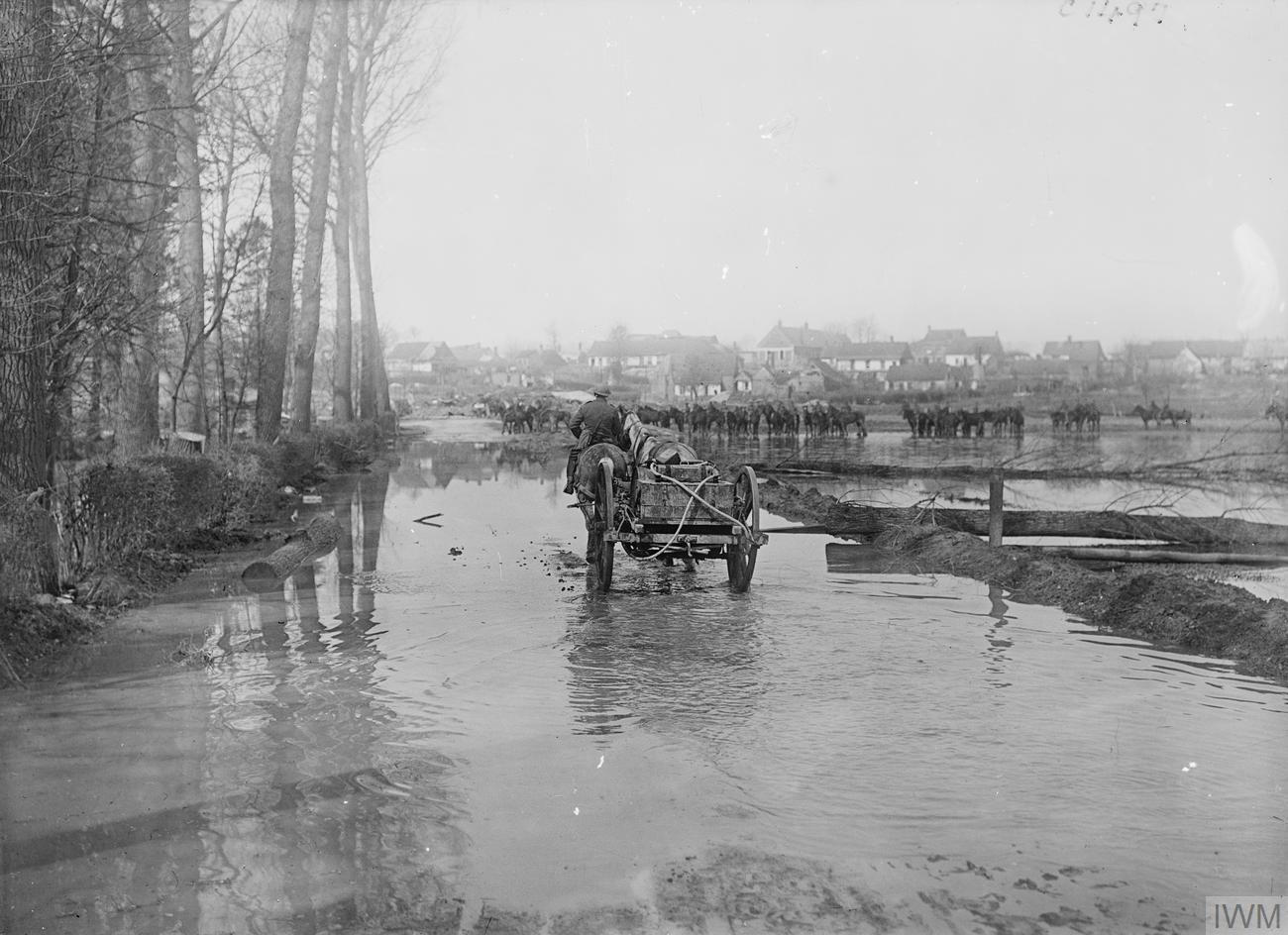

La piràmide de població per edats i sexe el 2009 era:
| Homes | Edats   | Dones |
| ----- | ------- | ----- |
| 0     | 95 o +  | 0     |
| 0     | 90 a 94 | 8     |
| 0     | 85 a 89 | 0     |
| 0     | 80 a 84 | 0     |
| 12    | 75 a 79 | 20    |
| 0     | 70 a 74 | 0     |
| 8     | 65 a 69 | 16    |
| 12    | 60 a 64 | 4     |
| 4     | 55 a 59 | 4     |
| 8     | 50 a 54 | 8     |
| 12    | 45 a 49 | 8     |
| 16    | 40 a 44 | 16    |
| 16    | 35 a 39 | 24    |
| 16    | 30 a 34 | 8     |
| 20    | 25 a 29 | 24    |
| 20    | 20 a 24 | 8     |
| 16    | 15 a 19 | 8     |
| 8     | 10 a 14 | 8     |
| 16    | 5 a 9   | 20    |
| 12    | 0 a 4   | 8     |

## Economia
El 2007 la població en edat de treballar era de 259 persones, 186 eren actives i 73 eren inactives. De les 186 persones actives 152 estaven ocupades (85 homes i 67 dones) i 34 estaven aturades (18 homes i 16 dones). De les 73 persones inactives 23 estaven jubilades, 25 estaven estudiant i 25 estaven classificades com a «altres inactius».

### Ingressos
El 2009 a Tincourt-Boucly hi havia 149 unitats fiscals que integraven 400 persones, la mediana anual d'ingressos fiscals per persona era de 16.632 €.

### Activitats econòmiques
Dels 7 establiments que hi havia el 2007, 1 era d'una empresa de fabricació d'altres productes industrials, 3 d'empreses de comerç i reparació d'automòbils, 1 d'una empresa de transport, 1 d'una empresa immobiliària i 1 d'una empresa de serveis.
L'any 2000 a Tincourt-Boucly hi havia 12 explotacions agrícoles.

## Equipaments sanitaris i escolars
El 2009 hi havia una escola elemental integrada dins d'un grup escolar amb les comunes properes formant una escola dispersa.

## Poblacions més properes
El següent diagrama mostra les poblacions més properes.